# ハリウッドザコシショウ
ハリウッドザコシショウ（本名：中澤 滋紀〈なかざわ しげき〉、1974年〈昭和49年〉2月13日 - ）は、日本のピン芸人。R-1ぐらんぷり2016優勝者。
静岡県清水市（現・静岡市清水区）出身。吉本興業（1993年 - 1999年）、ワタナベエンターテインメント（2002年）、フリー（2000年 - 2001年・2003年 - 2004年）を経て、2005年以降はソニー・ミュージックアーティスツ（SMA NEET Project）所属。
旧芸名はザコシショウ（「雑魚の中の師匠」に由来し、コンビ時代の相方の学生時代のあだ名を拝借したもの。活動初期には「ザコ師匠」表記も用いた）。「ザコ　シショウ」の表記は、現芸名への改名後も略表記として用いられている。愛称は「ザコシ」（ライブイベント名や番組名などに用いられる。後述）。

## 来歴
本人曰く幼少期は「根暗根暗の大根暗」な性格で、女の子と遊ぶことが多かったため、いじめられっ子だった。母親はザコシショウのためにいじめっ子の家を一軒ずつ訪ねて回り、「どうか息子のことはいじめないでください」と頭を下げて頼んだ。そんな母親と一緒にテレビでお笑い番組を観ていた時、母に「この人たちは、面白いというだけでみんなに尊敬されてるんだよ」と言われたことがお笑いを目指すきっかけの一つだった。また、ビートたけしの存在が芸人をやりたいと思ったきっかけとも話している。小学校3年生の頃から、いじめをはね返すために「調子乗りみたいなこと」をするようになり、そのうち教師のモノマネなどをして同級生を笑わせるようになる。
清水市立第二中学校（現：静岡市立清水第二中学校）を経て、静岡県立清水工業高等学校（現：静岡県立科学技術高等学校）卒業。1992年、高校の同級生の静岡茶っぱ（本名：浅井 和仁）と共に大阪吉本総合芸能学院（NSC）に11期生として入学。同期は陣内智則、中川家、ケンドーコバヤシ、たむらけんじなど。
翌1993年、静岡茶っぱとのコンビ「G★MENS（ジーメンス）」としてデビュー。上述のとおり最初の芸名「ザコシショウ」は、高校時代、「不良グループに絡まれるメンバーの中で威張る＝ザコの中の師匠」であった茶っぱに、ザコシショウが名付けたあだ名であったが、茶っぱが芸名に用いることを拒否したために、自分が名乗ることにしたものである。このためザコシショウ自身は「僕は“2代目ザコシショウ”なんです」としている。コンビ時代は主に心斎橋筋2丁目劇場に出演し、ザコシショウと茶っぱの両方がわめき散らすなど、ハイテンションでシュールな芸風だった（2人とも静岡弁がきつく、大阪ではツッコミの台詞に訛りがあるとウケないため、このような芸風になったという）。この頃に競演していた芸人とは現在も親交が深く、ケンドーコバヤシとは「ザコバ」というユニットを組んだり、ジャリズム・渡辺鐘（世界のナベアツ）らを加えて「ザコバwith港超」というユニットを組んだりしている。1999年、心斎橋筋2丁目劇場の閉館とbaseよしもとの開館に際して、劇場ランクの最下位であったG★MENSはリストラ組の3組に入る。これをきっかけに吉本を辞め、活動拠点を東京に移すため静岡茶っぱと共に上京。オーディションを経てワタナベエンターテインメントと契約する。
2002年、静岡茶っぱの芸人廃業に伴いコンビの活動を停止し、ピン芸人としての活動を始める。その際、芸名を「ハリウッドザコシショウ」に改めた。新芸名はアメリカ合衆国のプロレスラー、ハルク・ホーガンがユニット「nWo」を結成した際に「ハリウッド・ハルク・ホーガン」と名乗ったことにちなんだものである。SMAとの契約後、それまでの所属事務所では経験しなかったインディーズ系のお笑いライブに多く出演するようになり、芸について「イチから勉強をし直した」。
2007年10月10日放送開始の『あらびき団』（TBS）に初回から出演。最多の出演回数を誇り、「キング・オブ・あらびき」と称される。2016年3月6日放送の『R-1ぐらんぷり』（関西テレビ／フジテレビ）では決勝まで進出し、今までの世間の評価とは裏腹に小島よしお、ゆりやんレトリィバァの2芸人を抑え、圧倒的な得票差で優勝を果たした。R-1でのキャッチコピーは『ルール無用のお笑い超人』。
2021年3月、この年からリニューアルを果たした「R-1グランプリ」にて審査員を務める。

## 芸風
- ビートたけし、ザ・ドリフターズ、竹中直人、ダウンタウンの影響を公言している[16]。
  - 特に誇張モノマネ（後述）の原点は、少年時代に観ていた竹中の出演するコント番組『東京イエローページ』（TBS系列）だったという。「そのクレージーな芸風に魅了されてその笑いをずっと意識し続け、ネタ中に叫ぶことなどが今のネタに共通しているところがある」とも話している[7]。その竹中とは、2021年12月31日に放送された『笑って年越したい!!笑う大晦日』（日本テレビ）内のコントで共演を果たした[17]。
- 「ウケたいというだけじゃ笑いは取れない」として、芸に際して「観客を嫌な気持ちにもさせたい（略）そうした方が『ウケたい』という気持ちがダイレクトじゃなくなるので良い」という信条を持っている[18]。
- マニアックなネタや時事ネタを多く取り上げ、ライブの観客は世代の近い男子ファンが非常に多い。
  - ライブネタでは放送禁止用語を多く使用する[19]。
- 自己紹介では珍妙な名前を名乗ってボケるが、「それは嘘でしてハリウッドザコシショウです」と即座に訂正する[20]。
- 圧倒的な声量の持ち主である。2018年に放送されたTBS『水曜日のダウンタウン』内の企画で審査員と300mも距離が離れたところからネタを披露し、審査員の耳までザコシショウの声を届けて笑わせることができた[21]。また、先輩芸人から注意されずにどれだけ大きな声が出せるかという同番組の企画においても優勝を果たした。
- 「バカバカしいコントの場合、小道具にもチープ感があった方がいい[22]」という理由から、ネタ用の小道具は段ボール、ガムテープなどを用いて自作している。「構造が頭の中に入ってる」といい、設計図を書かずにぶっつけで製作するのを得意としている[23]。このほかペットボトル、人形型の風船など日用品をそのまま用いるネタもある。

### 漫談
「は〜ぃ。……と言ぅてる訳ですけどね」などとベタな漫談口調を主体としながら、数々の不条理なネタを行う。上述の段ボール工作で作った衣装によって、登場したときの容姿でインパクトを与える（出オチ）目的のネタもある。
- モビルスーツを着用した「ガンダム漫談」
- 骨川スネ夫（『ドラえもん』）に扮した「スネ夫漫談」
- ピカチュウ（『ポケットモンスター』）に扮した「ピカチュウ漫談」
- 古畑任三郎に扮して「ハンマーカンマー」などと連呼する「古畑任三郎漫談」
  - 「ハンマーカンマー」というフレーズはもともと若手時代にやっていた「大喜利の審査に悩むチャンバラトリオの南方英二」のモノマネで用いていたものである（ライブで南方やケンドーコバヤシと共演した際の実体験）。やがて、テレビでたまたま田村正和の記者会見（『古畑任三郎』の再放送とも）を観て、「考える古畑」に「ハンマーカンマー」を結び付けてこのネタに至ったという[24][26]。
  - タレントの伊集院光が『伊集院光 深夜の馬鹿力』（TBSラジオ）（2007年6月25日放送）で、「古畑任三郎漫談」について「公害のヘドロの中から生まれた、負の集合体」のようなネタが「自分の心を捕らえて止まなかった」と大絶賛した。その後、『人志松本の○○な話』（フジテレビ、2011年8月5日）出演翌日「ハンマーカンマー」がGoogle検索数1位になった。
- 目玉おやじ（『ゲゲゲの鬼太郎』）に扮した「目玉おやじ漫談」
- アシュラマン（『キン肉マン』）に扮した「アシュラマン漫談」
  - アシュラマン漫談は、元々「サンシャイン」に扮したケンドーコバヤシと2人での舞台でやっていた「はぐれ悪魔超人コンビ漫談」というネタであったが、ある日コバヤシがその2人舞台のネタの一つであった山本小鉄のモノマネでウケていたのを見て、「勝手に一人で始めやがって。それなら俺も」と思って一人で始めたものだったという[27]。
- Mr.Children・桜井和寿に扮した（実際はまったく似つかない）「ミスチル桜井漫談」
- 喪黒福造（『笑ゥせぇるすまん』）に扮した「喪黒福造漫談」

など

### 誇張モノマネ
「誇張しすぎた○○」と称し、人物や架空のキャラクターなどの特徴を原型をとどめないまでにデフォルメして行うモノマネ芸。「普通の○○は、△△。……ですけども〜、誇張した○○は……□□! でさぁ〜ねぇ〜」と、普通のモノマネをしてから誇張したモノマネを披露する。
本人曰く上記の漫談ネタを発展させたパッケージであり、上記のような「ただ変わり者が舞台に出てくるっていう状況」の前に普通のモノマネを演じることで「比較対象があれば『全然ちゃうやないかい!』（略)『なんでそうなるねん』と笑いが起きる」ことを目指したもの。
「ネタが2兆個ある」と自称している。コンビ時代のものも含めた今までやって来たすべてのネタが使えるということで、あながち嘘ではないという。
- 『あらびき団』のネット番組での再開に際して、従来のキャラクターネタが敬遠されたことから、単独ライブでやっていた「ものまね30連発」などのネタを短くパッケージしたことがきっかけ[29]。
- かつては道具立てなしで演じていたが、よりウケをよくするために、ネタをする前にネタの内容を書いたフリップを見せてワンクッション置くという形に変えた[28]。
- モノマネの際の衣装は黒のテンガロンハット、パンツ一丁（黒のレスラーパンツのみ）のほかは何も着用しない（このネタでブレイク後はこの姿でテレビ出演することが多い）。このため裸芸人に分類されることもある。
  - 本人曰くこの姿でネタをするのは「体の線が見えなくなっちゃうと面白くない」ため[2]。かつては動物モノマネをしていた頃のタモリをオマージュし[2]、白ブリーフを着用していたが、「女性の客の視線が困るのでは」という後輩のアドバイスで[28]黒のレスラーパンツ風の物に変え、エントリーした『R-1ぐらんぷり 2016』（関西テレビ／フジテレビ）の決勝に初めて進み優勝した[11][30]。
- モノマネを開始する前に「儀式」「体を清める」と称して体の各所を手で払ったり発声練習をしたりするが、異様なほど時間を要する。
- ブリッジとして行う「ゴォス」という掛け声は、実際は「ぶっ殺す」と言っている。
- 新聞紙をガムテープで巻いて作る模造の「珍棒」（静岡などで男性器を意味する隠語）を股間に付けるネタもあり[2][22]、2019年の単独ライブツアーのタイトルはこれにちなむ「ツアー珍棒」であった。
- 2019年より「誇張しすぎた福山雅治」というネタを頻繁に行っている。吹き戻しや既製品のパーティーグッズなどを組み合わせて自作した数種類のメガネ型の小道具[31]を顔に装着し「実に面白い（または、実に手が臭い）」「眠たくなってきちゃった……」などと口にしたり、空のペットボトルで頭部を乱打したりする。福山雅治本人から公認を得ており、コラボレーション（後述）も行った[32]。『オールスター感謝祭2023春』（TBS）で福山本人と並び、誇張モノマネを披露。中空で大きな眼球が動き回る眼鏡とヒゲ型の吹き戻しが組み合わさった小道具はドン・キホーテとのコラボグッズ「実に面白いヒゲメガネ」として商品化された。

### 1人コント
- コントでは自作の小道具、音効、映像を多用している。
  - 3DCGを用いた映像は同期の原田専門家が制作している[33]。
- シリーズ化されたコントに「地デジ化に伴いじじいがクレーム入れるコント」「リスナー」「狂井益男」などがある。

### 映像ネタ
2009年3月11日より毎日動画配信を行なっている。事務所からブログを書くよう指示されたが、文章を書くのが面倒だったため「ザコシの動画でポン!」の記事名で動画投稿を始めた。最初はアメーバブログにあった動画配信機能（AmebaVision）を使っていたが、2009年9月より、「ザコシの動画でポン!」は動画部分にYouTubeの埋め込みを使用するようになり、事実上YouTubeチャンネルに移行した。企画内容はネタ、トーク、自作アニメーション、芸人仲間から寄せられた動画の品評など多岐にわたる。お笑い芸人に限らずYouTuberを含めても非常に早い試みであり、「HIKAKINよりも早い」という。この動画投稿からライブ用の映像ネタなどが生まれている（後述）。
2021年4月にはライブDVDの発売元であるコンテンツリーグの制作による第2のチャンネル「ハリウッドザコシショウの地獄大連発チャンネル」を開設した（不定期更新）。開設時の本人コメント曰くザコシ個人の制作による「ザコシの動画でポン!」は「動画実験場」であり、「地獄大連発チャンネル」が「待望の公式YouTubeチャンネル」であるとしている。
- サブリミナル効果 - 単独ライブで毎年上映される映像作品のひとつ。本来は視認できないほど一瞬表示されるべき画像や映像がハッキリと挿入され、徐々に比率が増していき最終的にサブリミナルがメインになってしまう。単独ライブ後、YouTubeにも同じ映像が順次投稿されている。
  - 映像では特に説明がないが、ドキュメンタル・シーズン7で使用された際には「誇張しすぎたサブリミナル効果」と説明されている。
  - ドキュメンタルで話題を呼び、2019年5月、AbemaTVの番組内できゃりーぱみゅぱみゅとコラボも行った[37]。

### ギャグ・その他
- 「やっぱりズボンはあげちまわねえとね」「ぶーん」[38]（はいているズボンを引っ張り上げる。前者は前振りに腰パンが流行っている風潮に対しての批判が入る場合がある）
2020年12月24日放送の「ビートたけしの公開!お笑いオーディション」でも披露し、ビートたけしに絶賛された[39]。
- 「ええやんええやん」「シュー」（顔の前で右手の手刀を上下させる）
前者は松本りんす（だーりんず）がライブの打ち上げでタダ酒が飲める時に発する口癖[40]、後者は2014年に飲みの席でザコシにギャグを振られたりんすが披露したもの。「シュー」はりんす自身が気に入らなかったためザコシが引き取ったが、ザコシはこのギャグをりんすとの共有ギャグとしている。
- これ以外に自身の自虐ネタをカミングアウトするネタも行なっている。

## エピソードなど

### 人物
- スキンヘッドである。
- その芸風とは違い、プライベートでは寡黙であり、幼少期から暗くおとなしく、女子と話すことが多かった。現在も女性友達からは信頼されているが、恋愛に奥手であり、長年の友人である野々村友紀子はザコシショウは結婚できないのではないかと考えていた[41]。
- 29歳でナベプロに移籍する形で上京。1年8ヶ月在籍し、事務所に芸風を変えろと言われたが、それに反発し退所。その後は3年ほど何もせず、漫画を出版社に持ち込んだこともあったが酷評され、お笑いしか無いと思った。ソニーがお笑い部門を立ち上げた際に居心地が良く、インディーズのライブに出る事も出来たためそこで勉強し続けた[42]。
- 事務所を移籍することのメリット・デメリットを聞かれた際には「本来は、ずっと同じ事務所で成長していくのがベストだとは思いますけど、芸風や方向性によって、事務所に”合う・合わない”が当然ある。行き詰まったときは環境を変えることで、うまくいく場合もあると思いますね。その分、失うものも大きいですけど」と話した[43]。
- お笑いについては「ほかの仕事でバカなことを言ったら、ただのバカでしょう。バカなことを言ってチヤホヤされるのはお笑いだけなんですよ。僕はバカなことが好きなので、好きなことをやりたいと思います。芸人を辞めようと思ったこともありますが、あきらめなくてよかったと思いますね。」と話した[44]。
- 舞台やテレビで常にテンガロンハットをかぶっているのは、プロレスラーのジョン・ブラッドショー・レイフィールドのオマージュである[24]。トーク番組など、服を着て出演する際は黒のTシャツを好む。
- 学生時代は数学が得意だった[23]。小道具作りが得意なのはそのためではないかとも話している[23]。
- 『あらびき団』（TBSテレビ）に出始めた頃は出会い系サイトのサクラのアルバイトをしていたが、同じバイト仲間から「メールに女の気持ちがこもっていない」と指摘されたため腹が立ち、「『あらびき団』で十分やっていける」と思いアルバイトを辞めてしまった[25]。その後『R-1』で優勝するまでは、水道メーター検針[15]や、スーパーの品出し[要出典]といったアルバイトが主な収入源だった。
- 2008年前後の約2年間、SMAの劇場「Beach V」に管理人として住み込んでいた[45]。『あらびき団』内で寝床やネタで使用した小道具（ダンボールの被り物）などが紹介された[25]。
- G★MENS解散後の一時期、漫画家を志し、後輩のカネシゲタカシに漫画の描き方を教わり出版社に持ち込んだ[12][46]。4コマ漫画を16本描き講談社では「半分はいい」、小学館では「6本はいい」と言われ、「もっとマイナーな出版社に持ち込めばいいんじゃないか」と考えたザコシショウは、漫画雑誌『コミックバンチ』（新潮社）の編集部に持ち込むも「これ全部つまらないねぇ」と言われた上、お笑いについてもダメ出しされたことから腹を立て、漫画界がわからなくなり、漫画家をあきらめて再び芸人の道を志した[47][48][49]。『マガジンSPECIAL』（講談社）の売れないお笑い芸人を取り上げるルポ漫画『ああっ!0発屋!!』（作：岡田有希）で当時の4コマ漫画が紹介されたが、あまりの意味不明な内容に担当編集者はダメ出しすらできないほどコメントに困っていた[50]。
- テレビ朝日系列『まんが未知』2022年1月26日放送分で、ザコシショウはかつての経験を生かした漫画原作に挑戦し、自身のDVDのパッケージデザイン等を担当する漫画家ポテチ光秀を作画担当に指名。4コマ漫画作品『シュシュシュのシュー太郎?[51]』を共作した。スタジオの岩井勇気と花澤香菜は「疲れた」「よくわからない」と一部の作品を除き否定的な感想を口にした[52]。
- 昔は喫煙者だったが、1日に吸うタバコの本数は1ケースの半分ほどであった。当時は貧乏な暮らしだった為、タバコの値上げを機に禁煙した[53]。

### 家庭・親族
- 父親は2歳の時に死去、母親は西武百貨店静岡店のネクタイ売場で働いてザコシショウを育てた[54]。
- 既婚者で2児の父親である。
  - 妻は一般人で、同棲を経て2011年[45]9月に結婚。上述のテレビ番組『あらびき団』の企画として結婚披露宴を開き、ゆかりの芸人などを招いた[55]。ザコシショウ自身の「月収は5万円」という時期であり、妻が働きに出て生活を支えた[45]。
  - 2016年5月30日、双子の女児を授かる。その際芸人仲間のケンドーコバヤシがハリウッドからマイアミを連想して「マイ」と「アミ」の名を与えた[56]が、実際に名付けられたかは不明である。
  - なお、娘の名前を聞かれた際は自身のギャグから「ハンマ(半魔)」と「カンマ(完魔)」と答えている。
- 『R-1』優勝後、メゾネットの3LDKマンションを中古で購入した[57]。2021年には動画ネタ収録・配信用の地下スタジオ付きの一軒家を建設し引っ越した[58]。
- 従兄弟は格闘家の青木真也[59]。

### 芸への姿勢
- 『あらびき団』のレギュラー放送が終了してテレビの仕事を一時失ったことを受け、「東野幸治さんと藤井隆さんがどんなに荒いネタでもイジってくれて、笑いになる」「結局、自分たちで完結していないとダメ」[60]として、自分を見詰め直し、芸風の一新を図った。その後、2014年に開催された『ナマイキ!あらびき団』（TBSテレビ）のネット配信企画「あら-1グランプリ2014」で優勝[61]。その勢いで挑んだ2015年の『R-1』は3回戦で敗退[62]するも、上述の翌年の優勝に至った。
- ジャンプしたのち、あぐらの体勢をとって着地する「大仏落ち」という芸を持ちネタのひとつとしていたが、後述の負傷のため行わなくなった。

### 交友
- 養成所の同期であるケンドーコバヤシのことを「バヤシ」と呼んでいる。かつてコバヤシ（当時の芸名：小林友治）が村越周司と組んでいた「モストデンジャラスコンビ」のコンビ名はザコシショウが提案したものである。漫画『キン肉マン』のブロッケンJr.とウルフマン（リキシマン）のタッグチーム名にちなんだもの[63]。
- 2005年5月より現所属事務所SMA NEET Projectの後輩・バイきんぐとのユニットライブ「やんべえ」を2ヶ月に1回ペースで開催していた。
  - ザコシショウのモノマネレパートリーのひとつに「誇張なしのバイきんぐ」（『キングオブコント』を獲ったコント「卒業生」の冒頭部分）がある。
  - 「やんべえ」で流す幕間映像収録のために、建物2階ほどの高さの滝から下の滝壺に向かって上述の「大仏落ち」を行ったが、バイきんぐの「池ほどの深さだから大丈夫」という言葉を信じて飛び降りたところ水深が浅く、体を激しく打ち付ける結果になった。のちに「本当に死にかけた」と話している[49]。
- 同郷の音楽グループ・電気グルーヴのファンである。ザコシショウの芸は電気グルーヴのメンバーに認められ、電気グルーヴの20周年記念イベントの前座として招かれたり、『ピエール瀧のしょんないTV』（静岡朝日テレビ）に準レギュラー出演していたほか、2017年には石野卓球プロデュースの楽曲「ゴキブリ男」で歌手デビューもしている[64]。

### 出演番組のエピソード
- 『あらびき団』には「キングオブあらびき」と称されるほど出演していた（この呼称は『ドキュメンタル』出演時にも使用されている）。放送100回突破記念の視聴者投票企画「放送100回記念人気パフォーマーベスト30!」では、他の常連芸人がランクインされた中で53位という結果に終わった。
- 『ドキュメンタル』シーズン5に出演した際は「放送コード無いんでしょ? じゃあ俺しかないでしょ。真のドキュメンタルは俺ですわ」と豪語し、その発言どおり圧倒的な強さで優勝した。最後の1人となり、「ゾンビ」に耐えきって優勝した初めての出演者である。また、シーズン7でも優勝を果たし、史上初のV2を達成。さらに、「チャンピオン大会」として開催されたシーズン10でも優勝。史上初のV3達成者となっており、同番組だけで賞金を合計3千万円獲得している。

### 評価
- 自らのYouTubeチャンネルで公開した「高須クリニック」のCMパロディネタ動画「乞食クリニック」の存在が院長の高須克弥本人に伝わったが、高須は「許します(^ω^)叱責しません。面白い！なう」とツイートした[65]。
- Twitterで公開したプロレスラー・AJスタイルズのモノマネ[66]が本人の所属団体WWEの目に留まり、AJらがその動画を視聴する様子をWWE Japanがツイートした[67][68]。これを見たAJは「甲羅のない太った亀のようじゃないか!」と発言している。

## ハリウッド軍団
- バイきんぐとのライブ「やんべえ」をきっかけにザコシショウを慕って後輩芸人が集まるようになり、ハリウッド軍団を形成。なかの芸能小劇場などで、お笑いライブ「ハリウッド寄席」を定期的に主催しているほかザコシショウのYouTubeの出演、軍団構成員はザコシショウのブレイク後に深夜番組等でバーター出演することもある[69]。来るもの拒まず去る者追わずの精神でSMAに限らず他事務所に所属する芸人も含まれる。
- 飲み仲間で構成されているザコシ軍団（や団本間キッド、ロビンフットおぐ）と混同されることが多い。
- 「軍団員」と呼ばれる彼を慕う後輩芸人は、ザコシショウのことを「シショウ[2]」と呼ぶ（文字にする場合多くはカタカナで表記される）。略称は「ハ軍（はぐん）」。

主なメンバー
※太字はSMA所属
- 西村瑞樹（バイきんぐ）
- 錦鯉
- だーりんず
- 野田ちゃん
- チャーミングじろうちゃん
- キャプテン渡辺
- ゆっくんちゃん
- 桐野安生（2024年脱退）
- ジャック豆山
- あぁ〜しらき - 一時期破門寸前までなるも現在は和解。
- 虹の黄昏
- マリア
- にゃんこスター
- 松下ひもの（解散）
- 日本クレール
- ハギノリザードマン
- スーパーニュウニュウ（解散）
- ダンシングヒーロー
- ナチュラルボーン山崎
- 横一郎（2024年加入）
- ウメ

## 受賞歴
- 2014年 あらびき団 presents あら-1グランプリ 優勝
- 2014年 第2回ハリウッドザコシショウの喚き-1グランプリ 優勝
- 2016年 R-1ぐらんぷり 優勝

### R-1ぐらんぷり戦歴
2016年大会の決勝記者会見で第1回から出場していた旨を語っているが、実際に出場したのは第3回から。
| 年度             | 結果      | 会場                       |
| ---------------- | --------- | -------------------------- |
| 2005年（第3回）  | 2回戦進出 | 有明スタジオB              |
| 2006年（第4回）  | 1回戦敗退 | パナソニックセンター東京   |
| 2007年（第5回）  | 2回戦進出 | ラフォーレミュージアム原宿 |
| 2008年（第6回）  | 1回戦敗退 | 不明                       |
| 2009年（第7回）  | 3回戦進出 | 京橋花月                   |
| 2010年（第8回）  | 2回戦進出 | TOKYO FM HALL              |
| 2011年（第9回）  | 1回戦敗退 | 新宿シアターモリエール     |
| 2012年（第10回） | 3回戦進出 | ルミネtheよしもと          |
| 2013年（第11回） | 2回戦進出 | ラフォーレミュージアム原宿 |
| 2014年（第12回） | 2回戦進出 | TOKYO FM HALL              |
| 2015年（第13回） | 3回戦進出 | ルミネtheよしもと          |
| 2016年（第14回） | 優勝      | フジテレビ                 |

## 出演

### 現在のレギュラー番組
- Powered by TV〜元気ジャパン〜（2022年10月8日 - 、TOKYO MX） - MC
- すみっこオカルト研究所（2023年3月6日 - 、エンタメ～テレ） - MC
- 冠ザコシの冠冠大冠（2024年11月 - 3月[注 4]、2025年4月26日 - 、静岡放送） - 冠番組、MC[83][84]

### 過去の出演番組
- オンバト+（NHK総合）戦績0勝1敗 最高261KB
- 吉本超合金K・ケンコバ大王（テレビ大阪）
- あらびき団（2007年10月10日 - 2011年9月27日、TBSテレビ）- 番組最多出演者。「ザコバwith港超」、ザコバ、なだぎ武とも共演[85]
- ゲームレコードGP（2008年2月17日 - 、MONDO21）
- ジャイケルマクソン（2008年2月20日、毎日放送） - 元G★MENSとして
- お笑い図鑑 ハマヌキ（テレビ神奈川）
- ピエール瀧のしょんないTV（2013年1月10日 - 2019年2月1日、静岡朝日テレビ） - 自称・準レギュラーとして不定期出演
- R-1ぐらんぷり2016優勝者特番 売れてる奴らに学ぶ! ハリウッドザコシショウテレビの掟（2016年6月12日、関西テレビ・フジテレビ系）
- 水曜日のダウンタウン（2016年12月7日 - 、TBSテレビ） -  不定期出演
- 勇者ああああ（2017年8月4日 - 2021年3月20日、テレビ東京） -  不定期出演
- オールスター後夜祭（2018年4月1日 - 、TBSテレビ[86][87]）- 第7回（2022年10月2日）で永久追放、以降はVTR出演のみ
- 全力!脱力タイムズ（2019年3月1日 - 、フジテレビ） -  不定期出演
- 芸能人格付けチェック（2020年9月29日 - 、朝日放送テレビ） - 主に通常版で『映す価値なし』に認定された出演者の代演を担当（音声は出演者本人）
- ファストライク!（2020年10月21日・28日・2021年3月5日・12日・19日・26日、朝日放送テレビ） - 「15ミニッツ!ハリウッドザコシSHOW!」
- R-1グランプリ（2021年3月7日 - 、関西テレビ・フジテレビ系） - 2021年大会より審査員を担当
- オオカミ少年（2021年4月16日 - 、TBSテレビ） - コーナーレギュラー
- 凪咲とザコシ（2022年4月6日 - 9月28日、テレビ朝日） - MC[88]
- ザコシ俱楽部（2023年11月27日 - 2024年3月25日、スカイA）
- 提供ハリウッドザコシショウ（2023年12月31日、テレビ神奈川）

### テレビドラマ
- 鉄子の育て方（2014年4月7日 - 7月1日、メ〜テレ） - 居酒屋の店員 役
- 僕のヤバイ妻 第8話（2016年6月7日、関西テレビ） - 作業員 役[89]
- 科捜研の女 Season20 最終回2時間スペシャル（2020年12月17日、テレビ朝日）- 檀野昭伸 役[90]
- キン肉マン THE LOST LEGEND 第1話（2021年10月8日、WOWOW） - ベンキマン 役[91]
- 超入門!落語 THE MOVIE 古今亭志ん生スペシャル「犬の災難」（2023年12月30日、NHK BSプレミアム4K） - 熊五郎 役
- お迎え渋谷くん（2024年4月2日 - 6月18日、関西テレビ・フジテレビ）[92]

### テレビアニメ
- ギャルと恐竜（2020年4月26日、TOKYO MX） - 第4話（実写パートのみ）
- デュエル・マスターズ WIN（2022年10月30日・11月6日、テレビ東京） - ハリウッドザフクシャチョウ

### ラジオ番組
- 紗倉まな・ハリウッドザコシショウの朝まで丸裸!（2016年4月3日 - 9月25日、文化放送）
- 爆笑問題の日曜サンデー『サンデー寄席2019』（2019年9月15日、TBSラジオ）[93]
- 木曜JUNK ZERO ケンドーコバヤシのテメオコ（TBSラジオ）
- バナナマンのバナナムーンGOLD（TBSラジオ）
- JUMP UP MELODIES TOP 20（TOKYO FM）
- 霜降り明星のオールナイトニッポン0(ZERO)（ニッポン放送）
- TOKYO SPEAKEASY（TOKYO FM）
- Skyrocket Company（TOKYO FM）
- 伊集院光とらじおと（2022年3月23日、TBSラジオ）[94]
- アッパレやってまーす!火曜日（2022年4月12日 - 、MBSラジオ） - レギュラー

### 映画
- PLAN6 CHANNEL9 (2016年）[95]
- 味噌カレー牛乳ラーメンってめぇ〜の?（2022年4月15日、シネブリッジ）[95] - 野良レスラー 役[96]
- 突撃!隣のUFO（2023年2月3日、リバートップ）[95][97]
- 電エースカオス（2023年12月22日、エクストリーム）[98]

### オリジナルビデオドラマ
- 電エースキック（2019年、リバートップ）[95] - ハリウッド星人 役
  - 電エースウェディング（2020年、リバートップ）[95] - ハリウッド星人 役 ※電エースキックの結末差し替えバージョン

### ウェブ配信
- カンニングの恋愛中毒（2009年、GyaO）
- ナマイキ!あらびき団 （2012年 - 2014年、YNN、TBSチャンネル）
- ハリウッド軍団のチョゲチョゲラジオ（2016年、Crimson FM）
- HITOSHI MATSUMOTO presents ドキュメンタル（2018年 - 2023年、Amazon Prime Video） - シーズン5[99]、シーズン7、シーズン10、シーズン13出演
- パラビき!パラビき!あらびき団 〜四天王編〜（2018年、Paravi）
- 田中圭24時間テレビ（2018年12月15日 - 12月16日、ABEMA SPECIAL2） - 田中圭を応援するサプライズゲストとして出演[100]
- きみがいいねくれたらきゃりーが当たる!きゃりーのいいねドリームくじ!（2019年5月16日、AbemaSPECIAL2）[101]
- 逆襲ザコシのチョゲチョゲPARK（2020年、JFN PARK→AuDee）※プレ放送としてSeason1を3月27日 - 4月17日に放送後、5月29日からSeason2としてレギュラー化
- 配信ザコシの珍棒JOCKEY（コンテンツリーグ）
- アイドルで芸能界のトップを目指していたら、いつの間にか芸人の並びだった件（2021年3月29日 - 31日、ABEMA）[102] - 須田チーム
- ノーセンスユニークボケ王決定戦（座・高円寺2、2021年8月4日[103]、PassMarket）
- あらびき団presents『あら-1グランプリ2021』～あらのゴン攻め 力尽きるまでエンドレス生配信～（2021年10月23日[104]、FANY）
- CBCアナウンサーチャンネル
  - 【衝撃映像?】ザコシがテレビの現場に乱入したら超予測不能な事態に!（2023年4月1日）[105]
  - 【衝撃映像?】ザコシがリモート取材に乱入で呂布カルマ大呆れ！（2023年9月30日）[106]
- 風雲!たけし城 （2023年4月21日 - 、Amazon Prime Video）
- ザコシ・くっきーのシュシュっとごくろうさん（2024年10月14日 - 、YouTube）

### CM

#### テレビCM
- 株式会社アイエーイー（2018年10月 - 、静岡ローカル）[107]
- オートベル（2020年8月 - 、静岡ローカル）
- 日清カレーメシ・ビーフ
  - 「どうしてお米がおいしいの? 篇」（2021年10月 - ）[108]
  - 「カレーメシからの 篇」（2023年3月 - ）[108]
- スクウェア・エニックス・NHN PlayArt スマートフォン用パズルゲーム「ドラゴンクエストけしケシ!」（2022年5月 - ）[108][109]
- バイク王「決めポージング 51cc以上10万円CP 篇」（2023年8月 - ）[110]
- 栗山米菓 ばかうけ「ばかすばらしい人生を。篇」（2024年8月 - ）[111]

#### Web VP
- Lapras 三国ドライブ（2019年8月）
- 明治 満足丼（2019年9月・2020年5月）
- 福山雅治 男性限定LIVE 野郎夜!! 6（2019年12月）[32]
- 株式会社パーマネントバケーション アイザライト（2021年11月）[112]

### MV
- ポルカドットスティングレイ「阿吽」（2019年）[113]
- UNICORN「スペースカーボーイズ」（2021年）[114]

## 作品

### CD
- ゴキブリ男（2017年1月18日、Sony Music Labels Inc.） - 作詞・作曲：石野卓球、コーラス : 石野卓球／ピエール瀧（電気グルーヴ）
- きみに満足（2020年6月24日、SMALLER RECORDINGS） - The DON of Satisfaction名義
  - 2020年、明治の冷凍食品のタイアップソングに起用された。
  - オリコンニュースによれば、「The DON of Satisfaction」はSMALLER RECORDINGSレーベルのオーディションによって選ばれた4人で結成されたネオシティポップバンドで、メンバーはハリウッドザコシショウ（Vo／Key）、ハリウッドザコシショウ（G）、ハリウッドザコシショウ（B）、ハリウッドザコシショウ（Dr）[115]。

### DVD
- ハリウッドザコシショウのものまね100連発ライブ!（2016年7月6日[116]、アニプレックス）
- ちょっぴり恥ずかしいけど笑ってほしいから見てほしい　―SMAお笑いカーニバル総集編―（2017年2月17日、ゴマブックス）[117]
- ハリウッドザコシショウのものまね100連発ライブ!SEASON2（2018年4月25日[118]、ソニー・ミュージックマーケティング）
- ハリウッドザコシショウのものまね100連発ライブ!SEASON3（2020年6月24日[119]、ソニー・ミュージックマーケティング）